# Ла-Каррера (Авіла)
Ла-Каррера (ісп. La Carrera) — муніципалітет в Іспанії, у складі автономної спільноти Кастилія-і-Леон, у провінції Авіла. Населення — 212 осіб (2010).
Муніципалітет розташований на відстані близько 160 км на захід від Мадрида, 80 км на південний захід від Авіли.
На території муніципалітету розташовані такі населені пункти: (дані про населення за 2010 рік)
- Ла-Каррера: 147 осіб
- Сереседа: 20 осіб
- Ланчарехо: 39 осіб
- Навальморо: 6 осіб

## Демографія
Динаміка населення (INE ):